# Bondpartners
Die Bondpartners S.A. mit Sitz in Lausanne ist ein Schweizer Effektenhändler, der insbesondere auf den Handel mit Fremdwährungs-Anleihen spezialisiert ist. Das Unternehmen beschäftigt rund 40 Mitarbeiter und hat eine Bilanzsumme von 115 Millionen Schweizer Franken. Bondpartners ist an der Schweizer Börse SWX Swiss Exchange kotiert und steht im Rahmen des Schweizer Börsengesetzes unter der Aufsicht der Eidgenössischen Bankenkommission.
Neben dem Handel mit Anleihen in rund 20 verschiedenen Währungen ist Bondpartners im Aktienhandel als Broker an rund einem Dutzend Börsenplätzen in Europa, Amerika und Asien tätig. Die Brokerage Dienstleistungen richten sich hauptsächlich an professionelle Marktteilnehmer und institutionelle Investoren.
Daneben betreibt Bondpartners seit 1995 auch einen ausserbörslichen Handel mit Aktien von nichtbörsenkotierten kleinen und mittleren Unternehmen und bietet Dienstleistungen in den Bereichen Portfoliomanagement und Family-Office.
Bondpartners wurde 1972 gegründet und ging 1997 durch einen IPO an die Börse. Seit 1993 verfügt das Unternehmen über eine Niederlassung in Gibraltar.